# Везервакс, Сима
Сима Везервакс (девичья фамилия Айсен (англ. Seema Aissen Weatherwax); 1905—2006) — американский фотограф и общественный деятель.

## Биография
Родилась 25 августа 1905 года в Чернигове, Российская империя, в еврейской семье Аврама и Ревы Айсен и была вторым ребёнком из трёх дочерей.
До Первой мировой войны, в 1912 году, семья эмигрировала в Англию, чтобы избежать призыва отца на военную службу. Здесь Сима окончила среднюю школу и начала изучать курсы естествознания в Лидсе. Через несколько лет после смерти отца мать отвезла трёх дочерей в Бостон к своим родственникам. В 1922 году в Бостоне девушка увлеклась фотографией и нашла свою первую работу в фотолаборатории. Затем она занималась фотографией в Нью-Джерси, Нью-Мексико, Калифорнии и на Таити; но только в 95 лет впервые представила свои собственные фотографии публике.
В Лос-Анджелесе в 1930-х годах она вступила в Лигу работников кино и фото. В эти же годы начала участвовать в движении за расовое равенство, установила крепкие дружеские отношения с художниками и политическими активистами, включая Эдварда Уэстона, Имоджен Каннингем и Вуди Гатри. Она была помощницей Энсела Адамса в его работе в Йосемитском национальном парке, фотографии которого вошли в кампанию по охране национальных парков США. Стала близким другом его семьи.
В 1942 году Сима Айсен вышла замуж за писателя Джека Везервакса (Jack Weatherwax), работая у него фототехником и поддерживая его участие в левом активизме в Лос-Анджелесе. В 1984 году они переехали в Санта-Круз, штат Калифорния, где муж умер через три недели после их прибытия. После года траура Сима Везервакс снова вернулась к общественной деятельности. Желая поделиться своей личной коллекцией произведений искусства и фотографий, она провела благотворительные показы, стала участницей Национальной ассоциации содействия прогрессу цветного населения и Международного женского союза за мир и свободу. Была избрана в советы директоров этих двух организаций и вскоре стала хорошо известна в жизни Санта-Круза.
Накануне своего 94 дня рождения она решила опубликовать некоторые из её старых негативов. В 2005 году Сима Везервакс провела пятую публичную выставку своих фотографий в Special Collections Калифорнийского университета в Санта-Крузе, а затем отпраздновала свой 100-летний юбилей, выпустив автобиографию «Seema’s Show: A Life on the Left», опубликованную University of New Mexico Press.
Умерла 25 июня 2006 года в городе Санта-Круз, штат Калифорния. Место захоронения неизвестно.